# 若柳町
若柳町（わかやなぎちょう）は、宮城県の北部に2005年まであった町である。2005年4月1日に栗原郡の他の町村と合併し、栗原市の一部になった。

## 地理
宮城県最北部で岩手県に接し、仙台平野の北に位置した。一部丘陵地帯があるが、ほぼ平坦であった。町域は南北に細長く、その中央を南東に向けて迫川が横切る。町の中心市街は迫川をはさんで南北にあり、北は若柳駅、南は町役場でおおよそ限られた。町の南端に伊豆沼があった。
- 河川：迫川、夏川
- 湖沼：伊豆沼

## 沿革
- 明治22年（1889年）4月1日 - 町村制施行にともない、旧来の若柳村単独で町制施行し若柳町が発足。
- 昭和29年（1954年）12月1日 - 有賀村・大岡村・畑岡村と合併し、新制の若柳町となる。
- 平成17年（2005年）4月1日 - 一迫町・鶯沢町・金成町・栗駒町・志波姫町・瀬峰町・高清水町・築館町・花山村と合併し、栗原市が発足。

## 行政
- 最後の町長：菅原郁夫（2000年12月11日 - ）

- 歴代町長

昭和の合併以前
| 代 | 氏名         | 就任                       | 退任                       | 備考 |
| -- | ------------ | -------------------------- | -------------------------- | ---- |
| 1  | 佐々木嘉平   | 明治26年（1893年）4月21日  | 明治33年（1900年）6月29日  |      |
| 2  | 加藤清三郎   | 明治33年（1900年）7月3日   | 明治35年（1902年）11月12日 |      |
| 3  | 小野寺卯太郎 | 明治35年（1902年）12月6日  | 明治40年（1907年）2月28日  |      |
| 4  | 加藤辰蔵     | 明治40年（1907年）3月16日  | 明治40年（1907年）12月23日 |      |
| 5  | 小野寺卯太郎 | 明治41年（1908年）2月7日   | 明治43年（1910年）4月27日  | 再任 |
| 6  | 加藤清三郎   | 明治43年（1910年）8月12日  | 大正3年（1914年）8月11日   | 再任 |
| 7  | 二階堂清太郎 | 大正3年（1914年）8月28日   | 大正11年（1922年）11月12日 |      |
| 8  | 千田敬一     | 大正12年（1923年）1月8日   | 昭和9年（1934年）8月14日   |      |
| 9  | 鹿野利太郎   | 昭和9年（1934年）8月18日   | 昭和13年（1938年）8月17日  |      |
| 10 | 菅原健治     | 昭和13年（1938年）10月29日 | 昭和17年（1942年）10月28日 |      |
| 11 | 鹿野利太郎   | 昭和17年（1942年）11月27日 | 昭和21年（1946年）11月26日 | 再任 |
| 12 | 三浦正吉     | 昭和22年（1947年）4月7日   | 昭和23年（1948年）10月24日 |      |
| 13 | 鹿野運吉     | 昭和23年（1948年）12月10日 | 昭和27年（1952年）12月9日  |      |
| 14 | 小泉清志     | 昭和27年（1952年）12月10日 | 昭和29年（1954年）11月30日 |      |

昭和の合併以後
初代 - 若見伍朗

## 教育
- 高校
  - 宮城県迫桜高等学校
- 中学校
  - 若柳町立若柳中学校
- 小学校
  - 若柳町立若柳小学校
  - 若柳町立有賀小学校
  - 若柳町立大岡小学校
  - 若柳町立大目小学校
  - 若柳町立畑岡小学校

## 交通

### 鉄道路線
- 東日本旅客鉄道
  - 東北新幹線：線路は通るが駅はない。
  - 東北本線：線路は通るがこちらも駅はない。
- くりはら田園鉄道
  - くりはら田園鉄道線：荒町駅 - 若柳駅 - 谷地畑駅 - 大岡小前駅 - 大岡駅

### 道路
- 高速道路
  - 東北自動車道：若柳金成IC
- 一般国道
  - 国道398号
- 都道府県道
  - 宮城県道4号中田栗駒線
  - 宮城県道176号若柳築館線
  - 宮城県道177号新田若柳線
  - 宮城県道・岩手県道183号若柳花泉線
  - 宮城県道・岩手県道185号有壁若柳線
  - 岩手県道・宮城県道186号油島栗駒線
  - 宮城県道268号くりこま高原停車場伊豆沼線

## 名所・旧跡・観光スポット・祭事・催事

### 名所
- 伊豆沼
- 迫川河川公園
- 神寺不動尊

### 祭り
- 若柳桜まつり
- 若柳夏まつり

## 出身有名人
- 宮藤官九郎 - 脚本家・俳優・映画監督
- 高橋ジョージ - ミュージシャン（THE 虎舞竜）
- 高橋千恵美 - 陸上競技選手
- ハルカ - ミュージシャン（ジン）
- 星吉昭 - ミュージシャン（姫神）
- 佐藤弘祐 - （元プロ野球選手（読売ジャイアンツ、 -2009年）、読売ジャイアンツ二軍サブマネージャー）
- 小松洋平 - プロレスラー(新日本プロレス所属)
- 柴山育朗 - 伊藤ハム社長